# Busoniomimus mindanaensis
Busoniomimus mindanaensis är en insektsart som beskrevs av Baker 1915. Busoniomimus mindanaensis ingår i släktet Busoniomimus och familjen dvärgstritar. Inga underarter finns listade i Catalogue of Life.